# Nocturama (film)
Pour les articles homonymes, voir Nocturama.
Pour plus de détails, voir Fiche technique et Distribution.
Nocturama est un film dramatique français réalisé par Bertrand Bonello, sorti en 2016.
Le film, scénarisé en 2011, se nommait originellement Paris est une fête. Après les attentats du 13 novembre 2015, Bonnello a changé le nom de son œuvre pour Nocturama.

## Synopsis
Le film retrace le parcours des jeunes de différents milieux sociaux, ravagés par l'envie de se révolter, de tout faire exploser. Ils semblent ne pas se connaître entre eux, mais être réunis et rassemblés selon un même plan mystérieux dont les trajets leur sont communiqués par textos sur leurs mobiles. Deux jeunes étudiants de Sciences-Po se rencontrent et discutent, dont l'un ira rendre visite au ministre de l'intérieur qui connaît bien son père qui a été énarque comme lui. D'autres encore se rencontrent brièvement dans une agence de l'ANPE. Le film débute par un étrange ballet montrant les acteurs dans diverses lignes du métro parisien tentant de brouiller les pistes. Ils se retrouvent en silence et mangent ensemble puis se répartissent des bombes individuelles avec détonateurs déclenchés par minuteurs tous à la même heure de 19h. Chacun du groupe jette son mobile dans une poubelle de rue pour éviter qu'on les identifie dans leurs messages de rencontres programmées d'avance. Puis ils passent à l'acte en faisant exploser une aile du ministère de l'intérieur,, les locaux d'une banque à La Défense, et plusieurs voitures autour du palais de la Bourse. Ils abattent le président de HSBC Europe et incendient la statue de Jeanne d'Arc à la place des Pyramides.
Une fois les attentats commis, ils se réfugient de nuit et s'enferment dans un grand magasin au cœur de Paris dont ils ont pris le contrôle. Ils visionnent les nouvelles télévisées de leurs attentats simultanés sur les écrans de contrôle du magasin, puis ils décident de ne plus regarder la suite des événements. S'ensuivent de longues heures de fête, de tristesse, de traque, de panique, de consommation erratique des produits de luxe, sur fond de musiques stridentes où ils dansent et chantent parfois, jusqu'à l'intervention de policiers masqués et casqués, armés de fusils mitrailleurs (semblables au GIGN), entrant dans le magasin et traquant les « terroristes » qu'ils abattent l'un après l'autre impitoyablement, car ils ont reçu l'ordre de tuer ces « ennemis d'État » qui ont causé une nuit d'horreur et de guerre dans Paris. Le dernier jeune du groupe, assis par terre, implore plusieurs fois de suite à voix basse Aidez-moi avant d'être abattu d'un seul coup de feu. Le dernier plan montre des flammes d'incendie (avec une post-dédicace en surimpression en bas à droite de l'écran marqué Pour Anna).

## Fiche technique
- Titre : Nocturama
- Titre anglais : Nocturama
- Réalisation : Bertrand Bonello
- Scénario : Bertrand Bonello
- Musique : Bertrand Bonello
- Production : Édouard Weil et Alice Girard
- Photographie : Léo Hinstin
- Distribution : Wild Bunch
- Sociétés de production : Rectangle Productions, coproduit par Pandora Film, Scope Pictures et Arte[5], en association avec les SOFICA Cinémage 10, Cofinova 12, SofiTVciné3, Cinéventure 1
- Pays :  France
- Langue : français
- Genre : drame, thriller
- Durée : 130 minutes
- Dates de sortie :
  -  France : 8 juillet 2016 (avant-première à Paris), 31 août 2016
  -  Belgique : 7 septembre 2016

## Distribution
- Finnegan Oldfield : David
- Vincent Rottiers : Greg
- Hamza Meziani : Yacine
- Manal Issa : Sabrina
- Martin Guyot : André
- Jamil McCraven : Mika
- Rabah Nait Oufella : Omar
- Laure Valentinelli : Sarah
- Ilias le Doré : Samir
- Robin Goldbronn : Fred
- Luis Rego : Jean-Claude
- Hermine Karagheuz : Patricia
- Adèle Haenel : la jeune femme au vélo

## Production

### Genèse et développement
Bertrand Bonello écrit le scénario en 2011, qu'il pensait tourner après L'Apollonide : Souvenirs de la maison close. Mais il mit le projet de côté pour réaliser Saint Laurent, alors un film de commande. L'événement d'où germa l'idée est celui des émeutes de 2005 à Birmingham (en), dû à une opposition communautaire. Le film s'inspire également de Glamorama de Bret Easton Ellis.
Le film traite de la rébellion d'une jeunesse nihiliste anticapitaliste, sans véritables revendications, il est défini comme un film d'action contemporain avec des personnages issus de milieux sociaux divers pour « éviter toute stigmatisation du type « c'est la banlieue » ou « c'est l'islam » ».
Le cinéaste est de nouveau interviewé après les attentats de janvier 2015 en France, où trois terroristes causèrent la mort de 17 personnes, dont de célèbres caricaturistes, le synopsis évoquant le terrorisme et ce genre d'acte. Bonello déclare toutefois qu'il ne change pas son scénario car les terroristes du film ne font partie d'aucun mouvement politique ou religieux. Ces événements le poussent d'ailleurs encore plus à tourner le film,.
En raison du contexte sensible, le film n'est pas sélectionné au Festival de Cannes 2016 et connaît un accueil polémique,.
En 2020, Bonello retravaille les dernières minutes de Nocturama comme une lettre à sa fille dans un court métrage intitulé Où en êtes-vous ? (Numéro 2), qu'il réalise pour la Fondation Prada pendant le confinement lié au COVID-19,.

### Tournage
Le tournage a lieu l'été 2015 à Paris, notamment dans les locaux désaffectés de La Samaritaine, ainsi qu'à Versailles,.

### Sortie
Le 4 mars 2016, le film change de nom. Le titre initial était Paris est une fête, mais après que cela fut devenu un slogan à la suite des attentats du 13 novembre, Bertrand Bonello choisit de l'intituler Nocturama,. Ce nom s'inspire de l'album éponyme de Nick Cave et veut dire « vision nocturne ».

## Accueil

### Accueil critique
En France, le site Allociné recense une moyenne des critiques presse de 3,4/5.

### Box-office
Le film connaît un échec commercial en salles en enregistrant un total de 64 513 entrées en France en 2016.

## Distinctions

### Récompenses
- Festival du film de Cabourg 2017 : Swann d'or de la révélation masculine pour Rabah Nait Oufella

### Nominations
- 22e cérémonie des Prix Lumières [21]:
  - Meilleur film
  - Meilleur réalisateur pour Bertrand Bonello
  - Meilleure image pour Léo Hinstin